# Liklina
Liklina – lina wszyta w lik (czyli krawędź) żagla. Służy wzmocnieniu brzegu żagla, przeciwdziałając jego rozciągnięciu, oraz chroniąc przed pęknięciem, czy rozdarciem. W niektórych typach żagli wykorzystywana jest także do mocowania żagla do drzewca ruchomego, a bywa, że i bezpośrednio do masztu (w likszparę).
Liklina (najczęściej w jednym kawałku) wszywana jest we wszystkie liki żagla, prócz liku tylnego (wolnego). Jedynie w żaglach sztormowych liklina może wzmacniać wszystkie liki (przede wszystkim w grocie sztormowym czyli trajslu). Niegdyś liklina była liną roślinną, obecnie z tworzywa sztucznego, ale może być użyta również linka stalowa (najczęściej w sztakslach przednich).